# نادیا الجندی
نادیا الجندی (عربی مصری: ناديه الجندى؛ زادهٔ ۲۴ مارس ۱۹۴۶) بازیگر و تهیه‌کننده فیلم اهل مصر است.
 او بیشتر بخاطر نقش‌های خاصی که در دو فیلم جاسوسی در مورد اسرائیل و مصر در سال‌های ۱۹۹۲ و ۱۹۹۴ داشت، شناخته می‌شود.